# Valenti
Valenti – drugi japoński album studyjny BoA, wydany 29 stycznia 2003 roku przez Avex Trax. Osiągnął 1 pozycję w rankingu Oricon Album Chart i pozostał na liście przez 58 tygodni, sprzedał się w nakładzie 1 249 197 egzemplarzy. Album zdobył status płyty Milion.

## Lista utworów
| Nr  | Tytuł                                                         | Słowa                 | Kompozycja       | Aranżacja         | Czas |
| --- | ------------------------------------------------------------- | --------------------- | ---------------- | ----------------- | ---- |
| 1.  | „VALENTI”                                                     | Chinka Yasushi        | Kazuhiro Hara    | Kazuhiro Hara     | 4:18 |
| 2.  | „JEWEL SONG”                                                  | Natsumi Watanabe      | Kazuhiro Hara    | Kazuhiro Hara     | 5:27 |
| 3.  | „B.I.O”                                                       | Kenn Katō             | Kōsuke Morimoto  | Akira             | 4:17 |
| 4.  | „Sekai no katasumi de” (jap. 世界の片隅で)                    | Narumi Yamamoto       | Dansyu Goya      | Manao Doi         | 4:25 |
| 5.  | „Kiseki” (jap. 奇蹟)                                          | Natsumi Watanabe      | Kōsuke Morimoto  | Ken Matsubara     | 4:20 |
| 6.  | „WINDING ROAD featuring DABO”                                 | Dabo, Emi K. Lynn     | Miyake Mitsuyuki | Minami Shiyunsuke | 4:31 |
| 7.  | „Searching for truth”                                         | Kenn Katō             | Face2Fake        | Face2Fake         | 4:00 |
| 8.  | „Moon & Sunrise”                                              | BoA, Natsumi Watanabe | Ken Matsubara    | Ken Matsubara     | 5:14 |
| 9.  | „Discovery”                                                   | Natsumi Watanabe      | Ken Harada       | Ken Harada        | 4:50 |
| 10. | „flower”                                                      | Ryōshi Sonoda         | Bounceback       | Akira             | 4:24 |
| 11. | „BESIDE YOU -Boku o yobu koe-” (jap. BESIDE YOU -僕を呼ぶ声-) | Natsumi Watanabe      | Bounceback       | H•wonder          | 4:23 |
| 12. | „Feel the same”                                               | Shōko Fujibayashi     | Akira            | Akira             | 4:41 |
| 13. | „NO.1” (bonus track)                                          |                       | Sigurd Rosnes    | Ahn Ik-soo        | 3:14 |